# All Money Is Legal
All Money Is Legal (A.M.I.L.) – album amerykańskiej raperki i wokalistki Amil.

## Lista utworów
1. "Smile 4 Me"
2. "I Got That" (feat Beyoncé)
3. "Get Down"
4. "Y’all Dead Wrong"
5. "Heard It All" (feat Jay-Z)
6. "Quarrels" (feat Carl Thomas)
7. "Girlfriend"
8. "All Money Is Legal (A.M.I.L.)"
9. "That’s Right" (feat Jay-Z)
10. "Anyday"
11. "Raw"
12. "No I Can Compare"
13. "4 Da Fam" (feat Jay-Z, Memphis Bleek & Beanie Sigel)